# Lorenzo Marsaglia
Lorenzo Marsaglia (ur. 16 listopada 1996 w Rzymie) – włoski skoczek do wody, olimpijczyk z Tokio 2020 i z Paryża 2024, wicemistrz świata i mistrz Europy.

## Życie prywatne
Studiował fizjoterapię na Uniwersytecie Rzymskim „La Sapienza”. Mieszka w Rzymie.

## Udział w zawodach międzynarodowych
| Impreza                                                             | Rok  | Gospodarz | Trampolina | Trampolina | Trampolina      |
| Impreza                                                             | Rok  | Gospodarz | 1 m indyw. | 3 m indyw. | 3 m synch. męż. |
| ------------------------------------------------------------------- | ---- | --------- | ---------- | ---------- | --------------- |
| Igrzyska olimpijskie                                                | 2021 | Tokio     | —          | 20         | 6               |
| Igrzyska olimpijskie                                                | 2024 | Paryż     | —          | 18         | 4               |
| Mistrzostwa świata                                                  | 2017 | Budapeszt | —          | —          | 11              |
| Mistrzostwa świata                                                  | 2019 | Gwangju   | 26         | 23         | 17              |
| Mistrzostwa świata                                                  | 2022 | Budapeszt | 15         | 14         | 6               |
| Mistrzostwa świata                                                  | 2023 | Fukuoka   | 18         | 11         | 6               |
| Mistrzostwa świata                                                  | 2024 | Doha      | 5          | 12         | 02 !            |
| Igrzyska europejskie                                                | 2023 | Rzeszów   | 03 !       | 9          | 02 !            |
| Mistrzostwa Europy w pływaniu, Mistrzostwa Europy w skokach do wody | 2017 | Kijów     | —          | —          | 5               |
| Mistrzostwa Europy w pływaniu, Mistrzostwa Europy w skokach do wody | 2018 | Glasgow   | 6          | 6          | —               |
| Mistrzostwa Europy w pływaniu, Mistrzostwa Europy w skokach do wody | 2019 | Kijów     | 03 !       | 8          | 5               |
| Mistrzostwa Europy w pływaniu, Mistrzostwa Europy w skokach do wody | 2020 | Budapeszt | 4          | 10         | 4               |
| Mistrzostwa Europy w pływaniu, Mistrzostwa Europy w skokach do wody | 2022 | Rzym      | 02 !       | 01 !       | 02 !            |